# Premio Azorín
De Premio Azorín (voluit: Premio Azorín de Novela) is een Spaanse literatuurprijs.

## Beschrijving
De Premio Azorín werd in 1994 ingesteld door de Diputación Provincial van de Spaanse provincie Alicante en de uitgeverij Editorial Planeta. De prijs is genoemd naar de auteur José Augusto Trinidad Martínez Ruíz (1873-1867), die zijn werk publiceerde onder het pseudoniem Azorín. Hij was lid van de Generación del 98, een groep Spaanse schrijvers, dichters en filosofen die actief was ten tijde van de Spaans-Amerikaanse Oorlog. De prijs wordt toegekend voor een nog onuitgegeven en oorspronkelijke Spaanstalige roman. Aan de Premio Azorín is een geldbedrag van 68.000 euro verbonden. Onderdeel van de prijs is ook dat het bekroonde werk door Editorial Planeta wordt gepubliceerd.

## Winnaars
| Jaar | Winnaar                    | Land        | Boek                             |
| ---- | -------------------------- | ----------- | -------------------------------- |
| 1994 | Gonzalo Torrente Ballester | Spanje      | La novela de Pepe Ansúrez        |
| 1995 | Luis Antonio de Villena    | Spanje      | El burdel de Lord Byron          |
| 1996 | Luis Racionero             | Spanje      | La cárcel del amor               |
| 1997 | Jesús Ferrero              | Spanje      | El último banquete               |
| 1998 | Daína Chaviano             | Cuba        | El hombre, la hembra y el hambre |
| 1999 | José Luis Ferris           | Spanje      | Bajarás al reino de la tierra    |
| 2000 | Dulce Chacón               | Spanje      | Cielos de barro                  |
| 2001 | Luisa Castro               | Spanje      | El secreto de la lejía           |
| 2002 | Eugenia Rico               | Spanje      | La muerte blanca                 |
| 2003 | Javier García Sánchez      | Spanje      | Dios se ha ido                   |
| 2004 | Manuel Mira                | Portugal/VS | El secreto de Orcelis            |
| 2005 | Ángela Becerra             | Colombia    | El penúltimo sueño               |
| 2006 | Javier Pérez               | Spanje      | La crin de Damocles              |
| 2007 | Jon Juaristi               | Spanje      | La caza salvaje                  |
| 2008 | Montero Glez               | Spanje      | Pólvora negra                    |
| 2009 | Lola Beccaria              | Spanje      | El arte de perder                |
| 2010 | Begoña Aranguren Gárate    | Spanje      | El amor del rey                  |
| 2011 | Pepa Roma                  | Spanje      | Indian express                   |
| 2012 | Almudena de Arteaga        | Spanje      | Capricho                         |
| 2013 | Zoe Valdés                 | Cuba        | La mujer que llora               |
| 2014 | Ramón Pernas               | Spanje      | Hotel Paradiso                   |
| 2015 | Fernando González Delgado  | Spanje      | Sus ojos en mí                   |
| 2016 | Reyes Calderón             | Spanje      | Dispara a la Luna                |
| 2017 | Espido Freire              | Spanje      | Llamadme Alejandra               |
| 2018 | Nuria Gago                 | Spanje      | Quiéreme siempre                 |